# Rue de l'Indépendance-Américaine
La rue de l'Indépendance-Américaine est une voie de circulation de Versailles, dans le département français des Yvelines, en région Île-de-France.

## Situation et accès
À proximité immédiate du château de Versailles dont elle longe l'aile du Midi, elle se situe dans le quartier Saint-Louis. La rue a une orientation grossièrement nord-sud, avec une pente marquée (plus bas au sud).
Elle débute de la rue Pierre-Girault-de-Nohac et se termine rue de l'Orangerie, face à la pièce d'eau des Suisses.

## Origine du nom
Cette rue rappelle la participation française à la guerre d'indépendance des États-Unis.

## Historique
Elle est nommée précédemment « rue Gambetta » (1885), antérieurement « rue de la Bibliothèque » (1841), plus anciennement « rue de la Surintendance » (1693-1793 et 1804-1841, avant 1793 parfois « rue de la Surintendance et des Quatre Fermes »), et « rue de la Fédération » ou « rue de l'Union » (1793-1804) avant de prendre son nom actuel depuis 1935.
Sous l'Ancien Régime, elle abrite de nombreux services officiels de la monarchie avec les ministères des Affaires étrangères, de la Guerre, la Surintendance et le Contrôle général des finances en plus du Grand Commun qui abrite les « services de bouche » du château, faisant de la rue une « cité administrative » de l'époque,.

## Bâtiments remarquables et lieux de mémoire
La rue longe les édifices suivants :
- Aile du Midi du château, construite en 1679, appelée l'ancienne aile par opposition à celle du nord, élevée en 1685, dite aile neuveau
- no 1 : Grand Commun
- no 3 : hôtel de la Guerre
- no 5 : hôtel des Affaires étrangères et de la Marine, actuelle bibliothèque centrale de Versailles. C'est dans ce bâtiment que fut négocié le traité de Paris de 1783 mettant fin à la guerre d'indépendance américaine.
- no 6 : ancien hôtel de la Surintendance des Bâtiments du roi, construit en 1670, l'une des plus vieilles maisons de Versailles. Devenu trop petit pour répondre aux besoins de surface du personnel de l'administration, on bâtit, en 1683, une « nouvelle » surintendance des Bâtiments, plus vaste, de l'autre côté de la même rue (voir no 9), en maintenant néanmoins le logement des surintendants des bâtiments dans cette maison. Louvois y occupe un appartement au premier étage où il meurt en 1691[4].
- no 8, 8 bis, 10 et 10 bis : ancien emplacement de l'hôtel de Chevreuse (également nommé hôtel de Luynes), réalisé par l'architecte Jules Hardouin-Mansart en 1683[5] et démoli en 1823. De l'hôtel ne subsiste que les logis en dépendance au no 8, les autres pavillons datant du XIXe siècle.
- no 9 : hôtel de la Surintendance, petit séminaire, puis caserne Vauban, achevé en 1692 (voir no 6).
- no 12 : hôtel du Grand Contrôle, antérieurement hôtel de Beauvillier, réalisé par l'architecte Jules Hardouin-Mansart en 1681[5], reconverti en hôtel de luxe en 2021, couvrant également l'hôtel du Petit Contrôle et le Pavillon au pied des Cent marches[3].

## Galerie

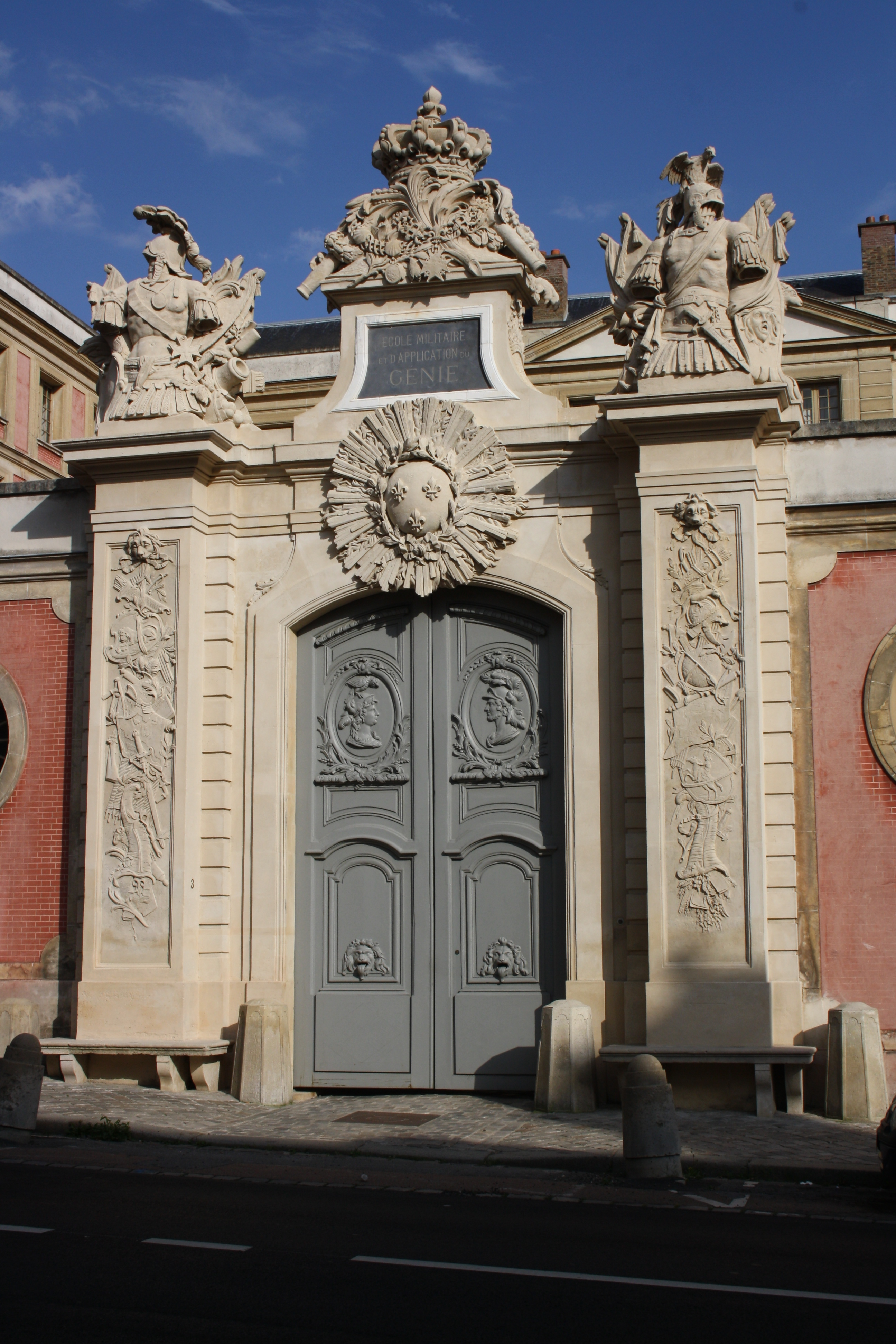
No 3.
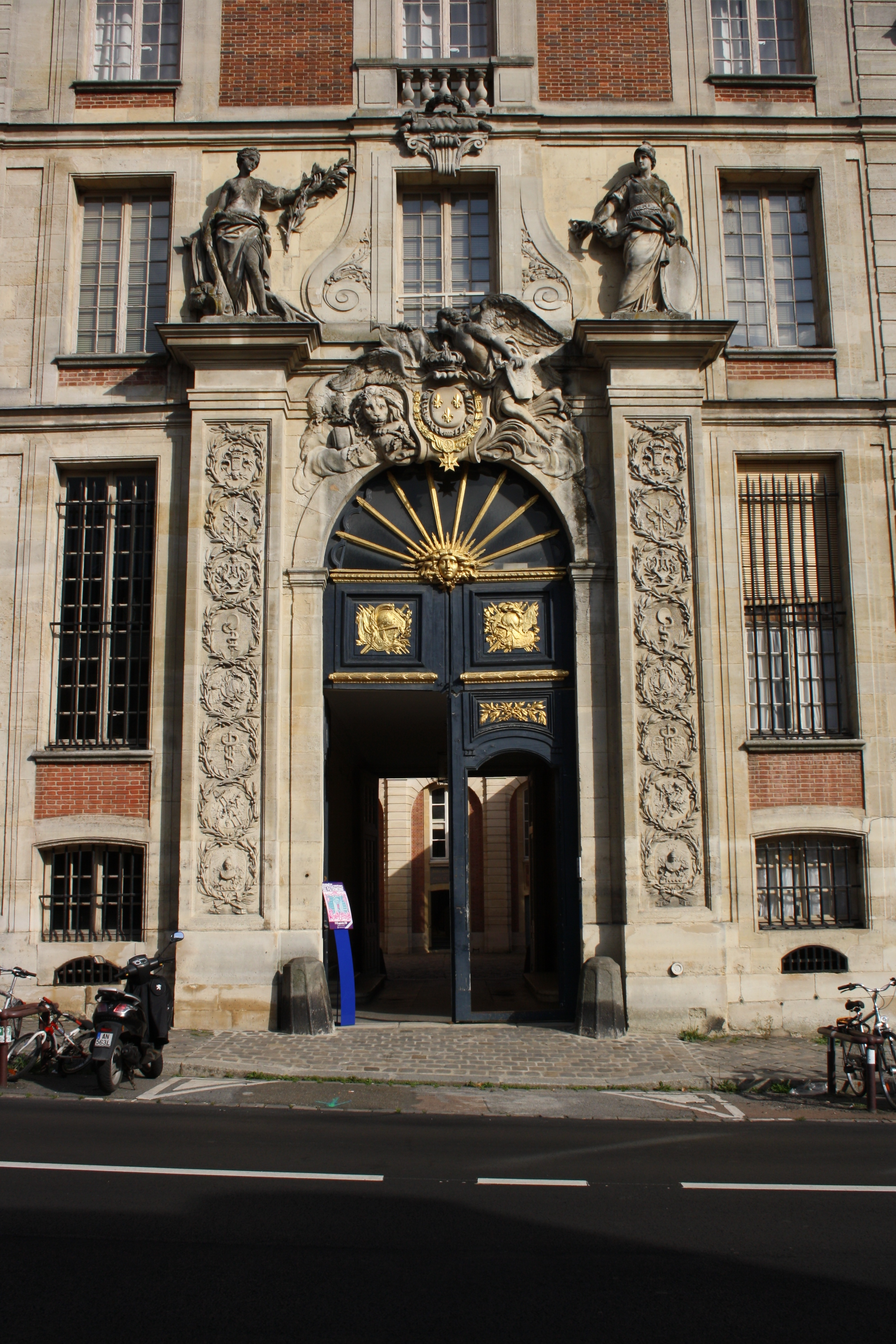
No 5.
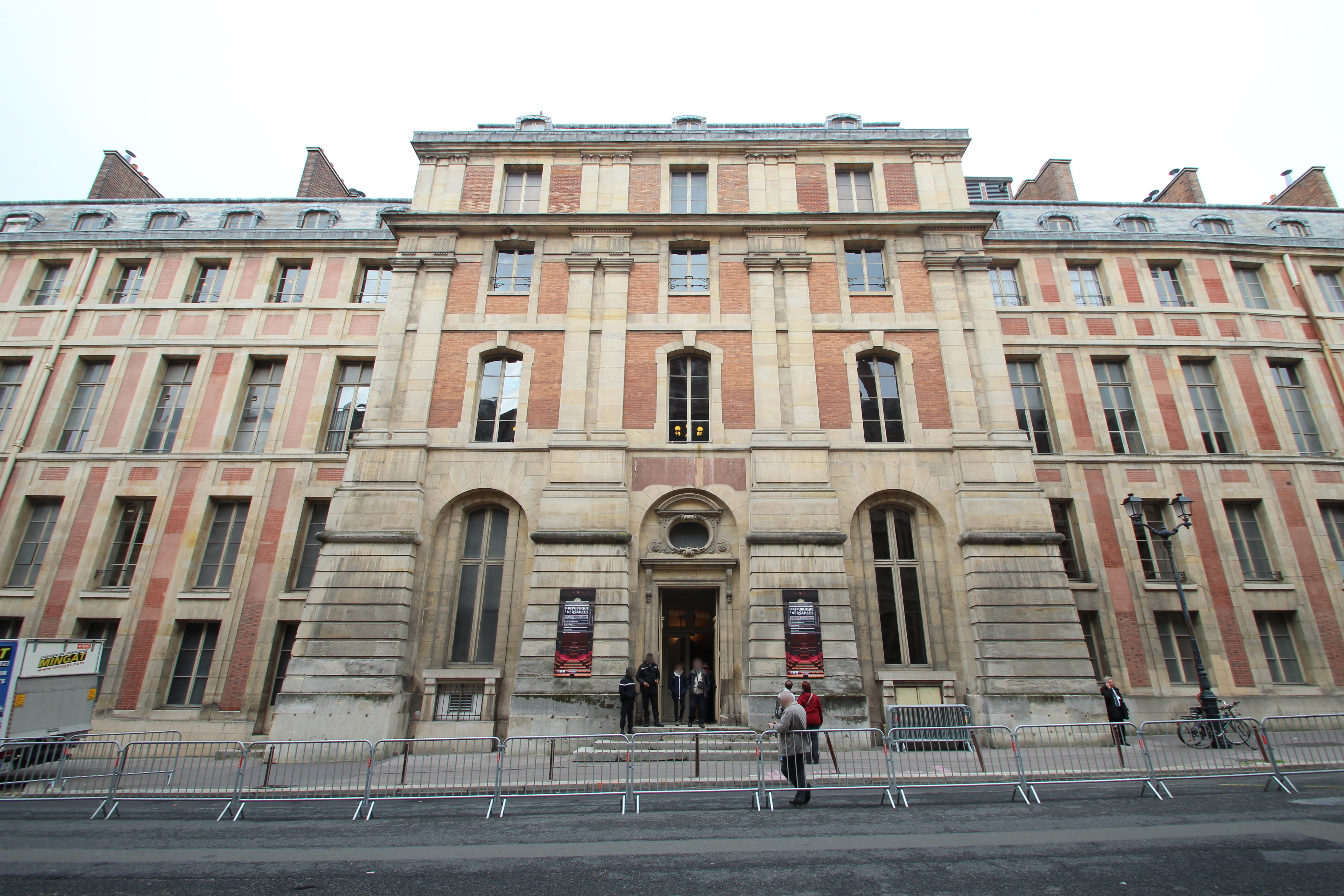
Aile du Midi, entrée du Parlement.
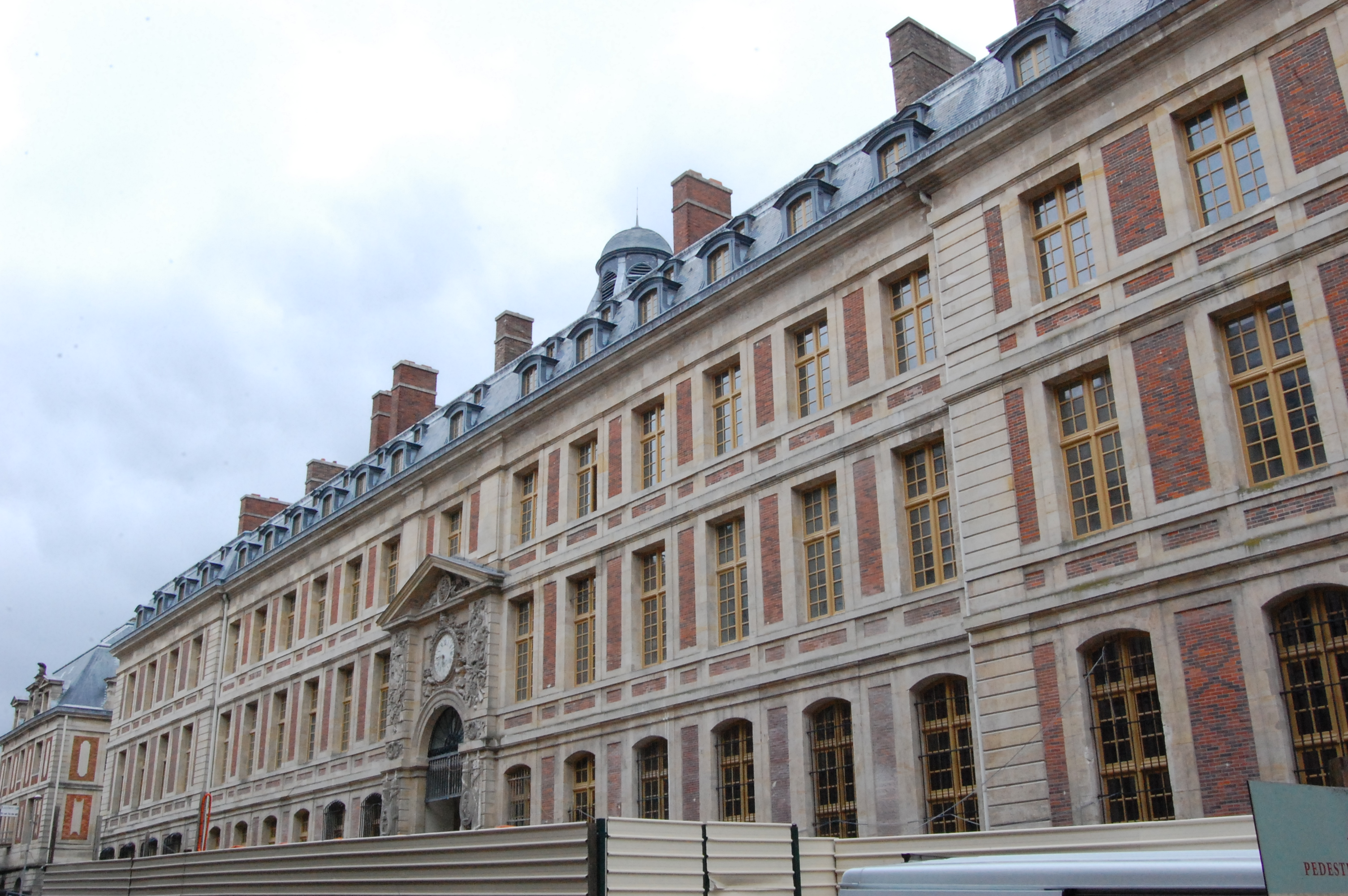
Grand Commun.